# Ренжен, Пунит
Пунит Ренжен (род. 1961, Рохтак, штат Харьяна, Индия) — американский менеджер, главный исполнительный директор международной корпорации Deloitte (2015—2023). Входил в состав совета директоров Wall Street Journal.
Ренжен вырос в Рохтаке, на севере Индии, в штате Харьяна. После получения степени магистра делового администрирования в Уилламеттском университете в штате Орегон был принят на работу в компанию Touche Ross, которая в 1989 году объединилась с Deloitte. С тех пор работает в Deloitte и живет в США.

## Биография

### Жизнь в Индии
Ренжен вырос в Рохтаке, в округе Рохтак штата Харьяна, в Индии, где его отец основал завод по производству электрических распределительных устройств. В возрасте семи лет Ренджена отправили в школу Лоуренса в Санаваре, автономную государственную школу-интернат с совместным обучением недалеко от Шимлы. Когда Ренджену было около четырнадцати лет, бизнес его отца столкнулся с финансовыми трудностями, и неспособность семьи продолжать платить за школу-интернат. Ренджена был вынужден вернуться в Рохтак и работать на семейной фабрике неполный рабочий день.
Ренжен учился в местном колледже, где получил степень бакалавра экономики. После окончания обучения Ренжен работал в компании по производству бытовой техники Usha International, расположенной в Дели. В 1984 году он получил стипендию Фонда Ротари, что позволило ему оплатить обучение в Уилламеттском университете, в городе Сейлем штата Орегон. Он получил степень магистра менеджмента в Высшей школе менеджмента Аткинсона при Уилламеттском университете в 1986 году и с тех пор живет в Соединённых Штатах.

### Карьера
После окончания университета Ренжен прошел собеседование в Touche Ross, куда был принят в качестве младшего консультанта. Позднее компания объединилась с Deloitte.
Его работа в Deloitte включала консультирование компаний по вопросам продажи активов, слияний и поглощений, операционной деятельности, интеграции после слияния и стратегии. Позже Ренжен занимал пост председателя и главного исполнительного директора Deloitte Consulting LLP, которая является компанией-членом из США, а затем председателем Deloitte LLP (США) в течение четырех лет, начиная с июня 2011 года.
Ренжен в настоящее время является генеральным директором Deloitte Touche Tohmatsu Limited (Deloitte Global). Компания объявила о назначении Ренджена 16 февраля 2015 года после выборов и почти единогласной ратификации тысячами партнеров Deloitte. Когда 1 июня 2015 г. начался четырехлетний срок Ренджена на посту генерального директора, он стал первым выходцем из Азии, возглавившим одну из глобальных компаний по оказанию профессиональных услуг Большой четверки. В июне 2019 года был переизбран на второй четырехлетний срок в качестве генерального директора Deloitte Global. За это время Deloitte объявила, что их финансовые показатели за 2021 год достигли 50,2 миллиарда долларов, а штат увеличился до 345 000 человек, что сделало их первой фирмой из большой четверки, получившей 50 миллиардов долларов глобального дохода.

## Личная жизнь
Ренжен живет в Портленде, штат Орегон. Он спортивный фанат, любит крикет и американский футбол, а также бег. Женат, есть сын.